# Museu Escultor Navarro Santafé
El Museu Escultor Navarro Santafé es troba a Villena (Alt Vinalopó, País Valencià). Està situat a la planta baixa de la que va ser la casa d'Antonio Navarro Santafé, al carrer que porta el seu nom. La seua concepció parteix de l'artista mateix, qui va condicionar la planta baixa de la seua casa perquè poguera albergar una exposició i, per mediació de la seua viuda, el va donar a l'Ajuntament de Villena. Va obrir les portes per primera vegada en 1983 i està registrat oficialment des de 2000.

## Museu i col·lecció
L'edifici del museu és una casa tradicional villenera del segle xix, la planta baixa del qual va modificar l'artista per condicionar-la com a estudi-exposició. Arquitectònicament, cal destacar tres arcs de diferents estils que Navarro Santafé va realitzar per separar els ambients del museu.
L'exposició consisteix en diverses peces que l'autor hi va portar del seu estudi de Madrid: escultures, pergamins, escrits, esbossos, fotografies, etc. És difícil encasellar l'obra de Navarro Santafé dins d'alguna faceta, atés que en dominava moltes —des de les mares de Déu i sants en talla i marbre fins al retrat en bust—, però es va fer famós especialment per les seues escultures animalístiques. Entre les més representatives d'aquestes es troben el "Monumento al Oso y el Madroño" situat a la Puerta del Sol de Madrid o "El Monumento al Caballo" de Jerez de la Frontera, els esbossos de la qual (en paper i escultura) poden contemplar-se al museu. Peces importants són també els seus grups taurins i de gossos de caça, en els quals cal assenyalar l'estilització de les seues formes.
Aquesta mateixa fidelitat a la realitat s'aprecia en els seus retrats, com el del Monument a Ruperto Chapí situat a Villena, —del qual hi ha esbossos i avantprojectes al museu— o el seu autoretrat i el de la seua esposa. També poden observar-se diversos aspectes de l'actual talla de la Nostra Senyora de les Virtuts, patrona de Villena, que es conserva al Santuari de la nostra Senyora de les Virtuts.